# Supersypnoides rectifasciata
Supersypnoides rectifasciata är en fjärilsart som beskrevs av Ludwig Carl Friedrich Graeser 1888. Supersypnoides rectifasciata ingår i släktet Supersypnoides och familjen nattflyn. Inga underarter finns listade i Catalogue of Life.